# Katedra Wniebowzięcia Najświętszej Marii Panny i św. Jana Chrzciciela w Sedlcu
Katedra Wniebowzięcia Najświętszej Marii Panny i św. Jana Chrzciciela w Sedlcu – obiekt sakralny, w przeszłości pełniący funkcję kościoła klasztornego zakonu cystersów w Sedlcu – obecnie dzielnicy miasta Kutná Hora, zlokalizowany około dwa kilometry na północny wschód od centrum tego czeskiego miasta. Pierwotnie gotycki z przełomu XIII i XIV w., odbudowany na początku XVIII wieku przez Jana Blažeja Santini-Aichela w stylu barokowego gotyku. Od 9 grudnia 1995 roku, wraz z historycznym centrum miasta i kościołem św. Barbary, znajduje się na liście światowego dziedzictwa UNESCO.

## Historia
Historia dzisiejszej katedry nieodłącznie wiąże się z funkcjonującym na terenie Sedlca klasztorem zakonu cystersów, najstarszym w Czechach. Założono go w 1142 roku. 
Wzniesiony w latach 1280–1320 kościół klasztorny łączył w sobie cechy stylowe północnofrancuskiej gotyckiej architektury katedralnej z elementami niemieckimi. Jego budowę rozpoczęto za czasów opata Heidenreicha, kiedy to klasztor cystersów rozwinął się gospodarczo, głównie dzięki wydobyciu srebra na obszarach wchodzących w skład jego uposażenia, co całkowicie zmieniło sytuację materialną opactwa i całego regionu. W bezpośrednim sąsiedztwie klasztoru wyrosło zaś średniowieczne miasto Kutná Hora. Kościół w Sedlcu stał się pierwszą katedrą i jednocześnie największą budowlą sakralną w Czechach i na Morawach. Pierwotna forma masywnej, kamiennej budowli w stylu wczesnogotyckim na planie krzyża łacińskiego nie została zachowana, gdyż w 1421 roku tutejszy klasztor i kościół cystersów zostały splądrowane i spalone przez wojska husyckie. 
Świątynia pozostawała ruiną przez 279 lat. Mimo opłakanego stanu budowla wyglądała jednak na dość szczególną, czego potwierdzeniem jest fakt, że w 1681 roku nazwano ją splendissima basilica – najwspanialszą bazyliką. Prace restauracyjne rozpoczęto w 1700 roku za czasów opata Jindřicha Snopka. Inicjatorem pierwszego etapu renowacji był Pavel Ignác Bayer z Igławy, który zabezpieczył świątynię, jak również był autorem koncepcji pięcionawowego układu kościoła. Kolejny etap zainicjował Jan Blažej Santini-Aichel, chcący przebudować świątynię w stylu baroku gotyckiego. Stworzył on m.in. nowe sklepienia oraz szczyt zachodni i przedsionek. Odrestaurowany kościół konsekrowano w 1708 roku. Okres jego ponownego rozkwitu nie trwał jednak długo. Niespełna osiemdziesiąt lat po renowacji, za panowania cesarza Józefa II, klasztor w Sedlcu został zlikwidowany w 1784 roku, a jego majątek zlicytowano. Kościół stał się magazynem mąki, a w 1812 roku w budynkach klasztornych rozpoczęła działalność fabryka tytoniu, która przetrwała do czasów współczesnych. Obecnie fabryka jest własnością koncernu Philip Morris. W 1806 roku kościół ponownie zaczął pełnić funkcję religijną.

## Galeria

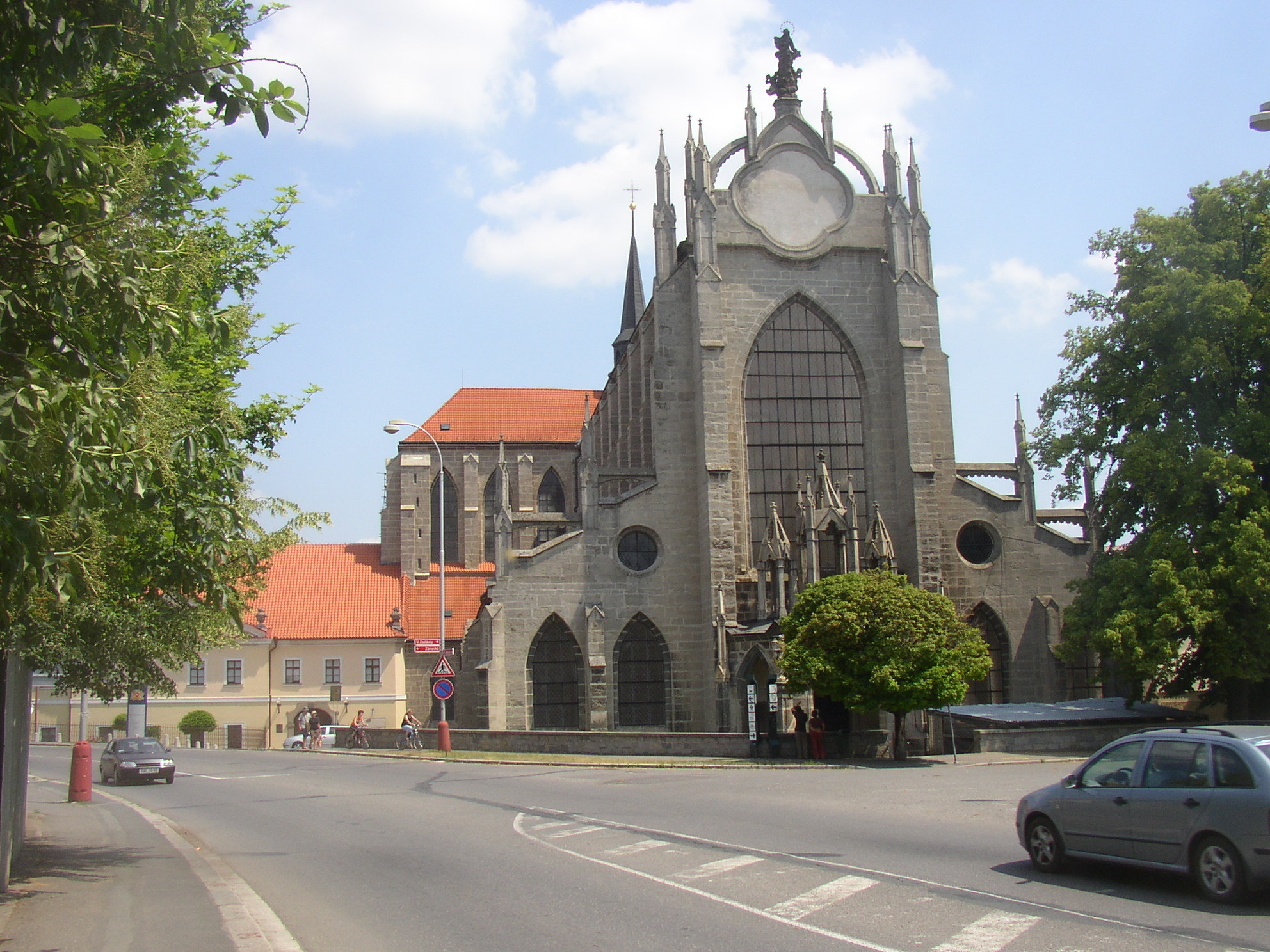
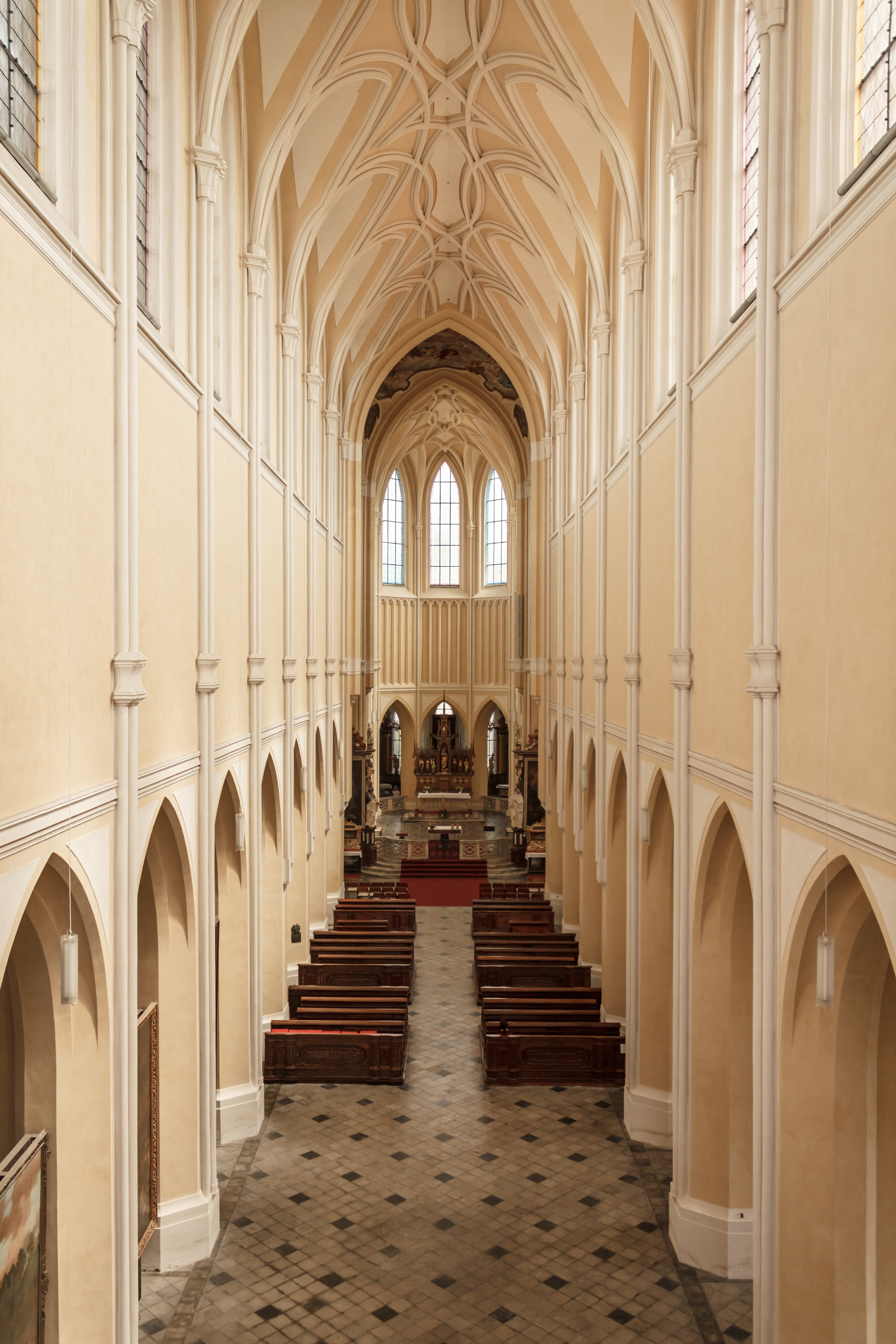
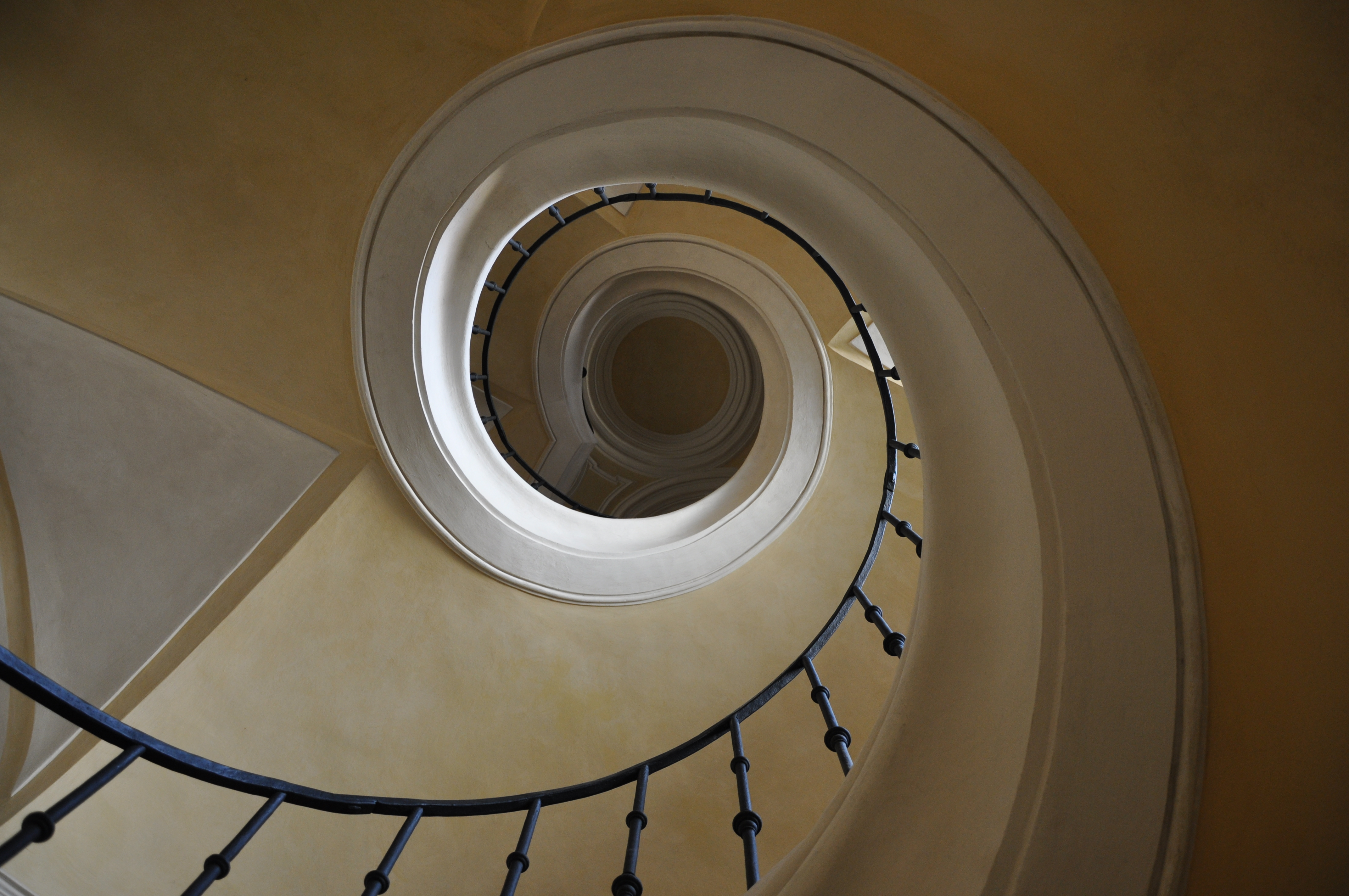
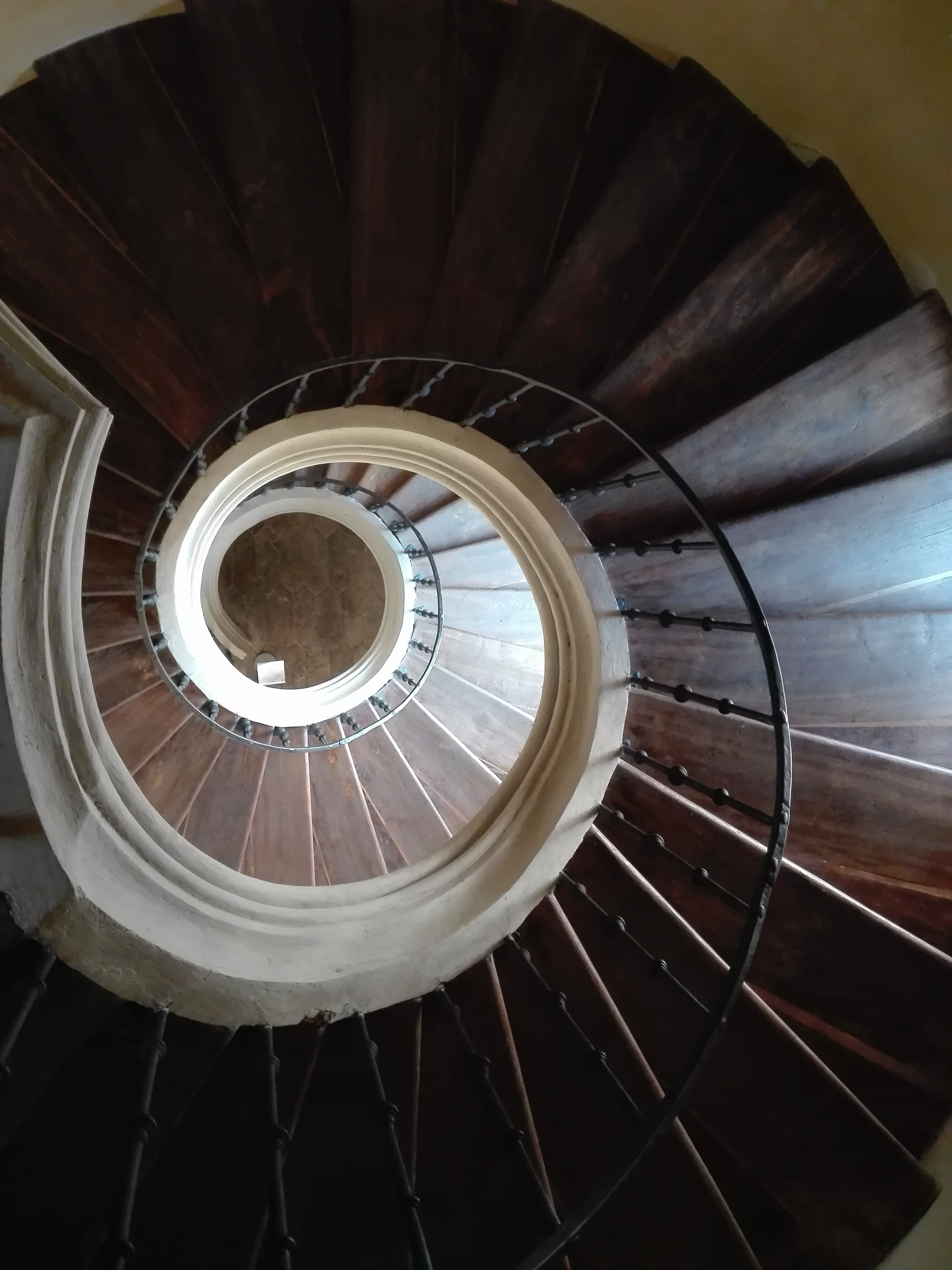
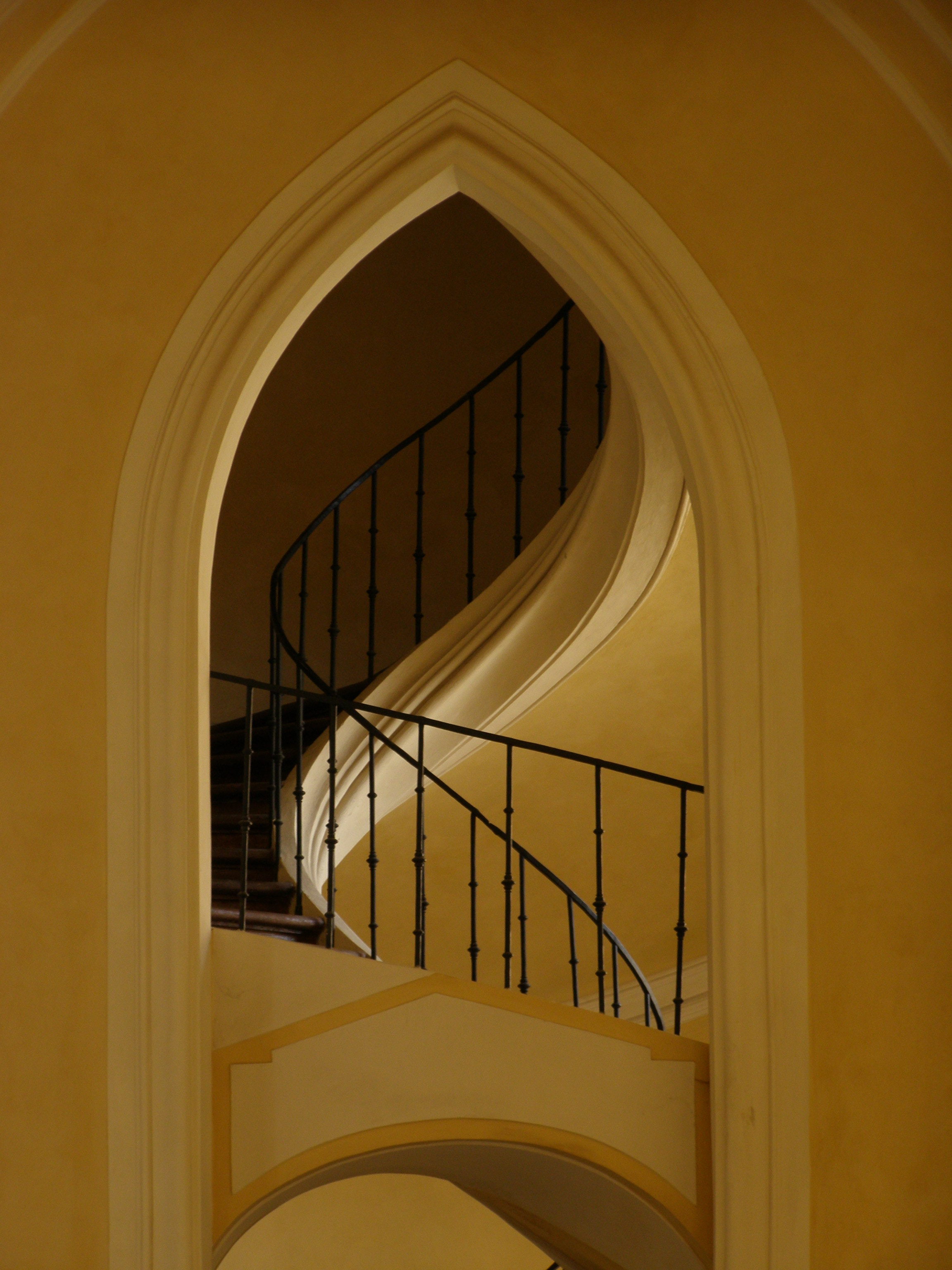
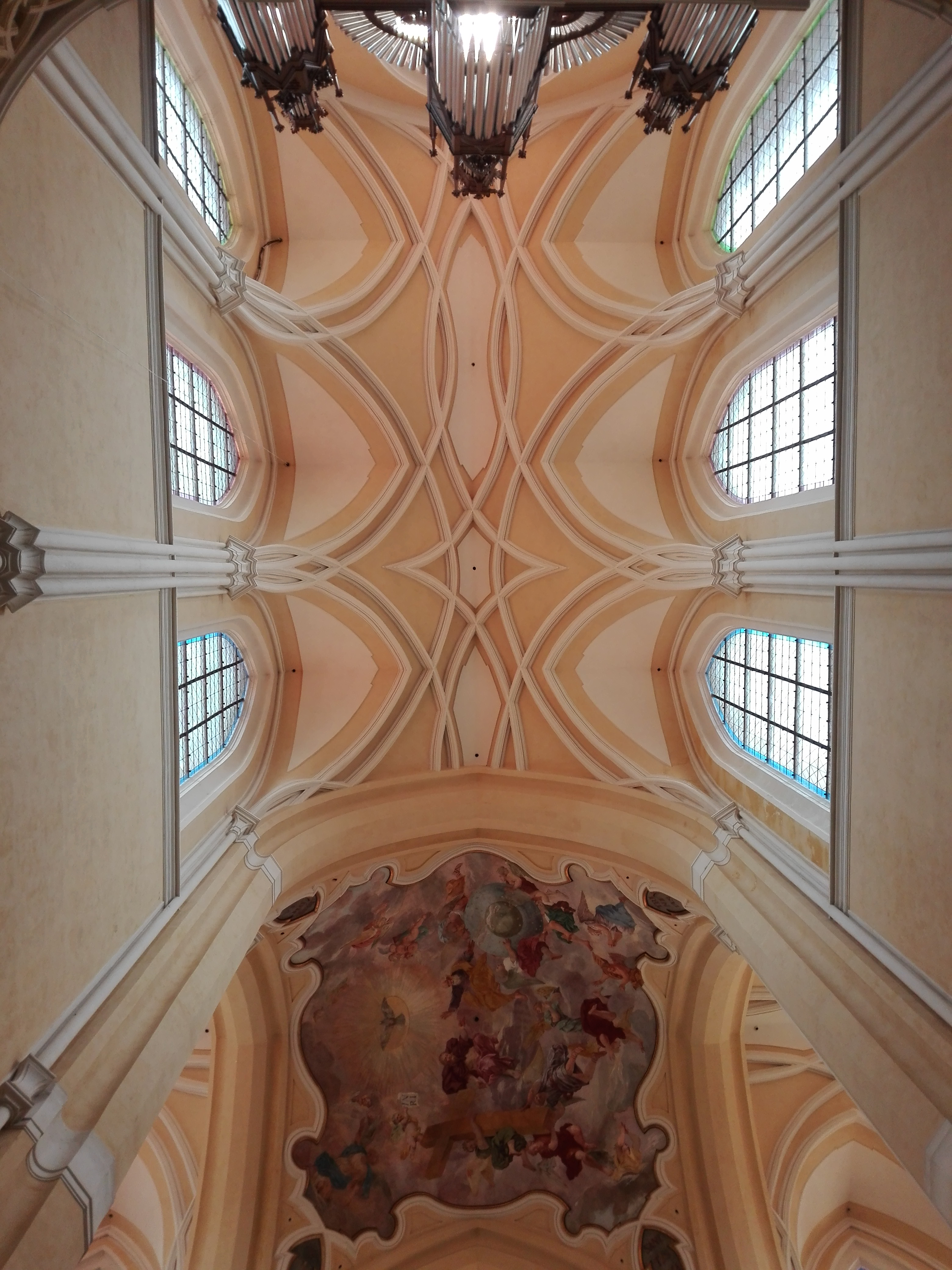